# Olfen (Oberzent)
Olfen ist ein Stadtteil von Oberzent im südhessischen Odenwaldkreis.

## Geographische Lage
Das Waldhufendorf Olfen ist der nordwestlichste Stadtteil der neuen Stadt Oberzent.
Olfen liegt im Buntsandstein-Odenwald auf 396 m ü. NHN in einer Rodungsinsel als offenes Dorf mit regellosem Grundriss im Quellgebiet des südwärts dem Neckar zustrebenden Hinterbachs. Er entspringt nördlich des Ortes im unter Naturschutz stehenden Hochmoor Am Roten Wasser. Weiter abwärts in Finkenbach läuft er von rechts mit dem Falkengesäßerbach, benannt nach seinem Talort Falken-Gesäß, zum Finkenbach zusammen. Hier wurden für die Bäche die offiziellen Namen benutzt, jeder der beiden Quellbäche wird mancherorts auch als die (!) Finkenbach bezeichnet, die Olfener etwa nennen den Bach durch den eigenen Ort nur Finkenbach.
Die Landesstraße 3120 Affolterbach–Beerfelden quert den Ort im Norden. Hier liegt auch die regellose Siedlung Olfener Hof nördlich von Olfen auf Olfener Gemarkung, seit 1787 als Ulvenhöfe bekannt.

## Geschichte

### Ortsgeschichte
Bekanntermaßen erstmals urkundlich erwähnt wird der Ort im Jahre 1398 als Lehen des Pfalzgrafs Ruprecht an Schenk Eberhard von Erbach. Der Ortsname lautete damals Ulfen. Es wohnten hauptsächlich Hirten im Dorf. 1438 belehnt Pfalzgraf Otto Schenk Otto von Erbach mit 1/4 des Dorfs nebst Zubehör. 1488 werden zwei herrschaftliche Güter erwähnt. 1513 verzichtet Pfalzgraf Ludwig zugunsten Schenk Eberhards von Erbach auf die Jagd von den Olfener Wiesen bis an die Hinterbach und schenkt ihm das Herzogengut zu Olfen. Nach dem Dreißigjährigen Krieg besiedelten Schweizer 1658 das wüst gefallene Dorf. 1806 gelangt der Ort mit dem Amt Freienstein an das Großherzogtum Hessen. 1939 hatte Olfen 199 Einwohner und gehörte zum Landkreis Erbach. Seit dem 16. Jahrhundert gehört Olfen zum Kirchspiel Güttersbach.
Bis zum Jahr 2014 war der Ort ein anerkannter Erholungsort.
Hessische Gebietsreformen (1970–1977, 2018)
Im Zuge der Gebietsreform in Hessen wurde die bis dahin eigenständige Gemeinde Olfen zum 1. Juli 1971 auf freiwilliger Basis in die Stadt Beerfelden eingegliedert, die wiederum am 1. Januar 2018 mit weiteren Gemeinden die Stadt Oberzent bildete. Dabei wurde Olfen eigener Stadtteil der neuen Stadt Oberzent.
Für Olfen wurde ein Ortsbezirk mit Ortsbeirat und Ortsvorsteher nach der Hessischen Gemeindeordnung gebildet.

### Verwaltungsgeschichte im Überblick
Die folgende Liste zeigt die Staaten und Verwaltungseinheiten, denen Olfen angehört(e):
- vor 1806: Heiliges Römisches Reich, Grafschaft Erbach-Fürstenau, Amt Freienstein
- ab 1806: Großherzogtum Hessen (Souveränitätslande),[Anm. 2] Fürstentum Starkenburg, Amt Freienstein (zur Standesherrschaft Erbach gehörig)
- ab 1815: Großherzogtum Hessen,[Anm. 3] (Souveränitätslande), Provinz Starkenburg, Amt Freienstein (zur Standesherrschaft Erbach gehörig)
- ab 1822: Großherzogtum Hessen, Provinz Starkenburg, Landratsbezirk Erbach[Anm. 4]
- ab 1848: Großherzogtum Hessen, Regierungsbezirk Erbach
- ab 1852: Großherzogtum Hessen, Provinz Starkenburg, Kreis Erbach
- ab 1871: Deutsches Reich,[Anm. 5] Großherzogtum Hessen, Provinz Starkenburg, Kreis Erbach
- ab 1918: Deutsches Reich, Volksstaat Hessen,[Anm. 6] Provinz Starkenburg, Kreis Erbach
- ab 1938: Deutsches Reich, Volksstaat Hessen, Landkreis Erbach[9][Anm. 7]
- ab 1945: Amerikanische Besatzungszone,[Anm. 8] Groß-Hessen, Regierungsbezirk Darmstadt, Landkreis Erbach
- ab 1946: Amerikanische Besatzungszone, Land Hessen, Regierungsbezirk Darmstadt, Landkreis Erbach
- ab 1949: Bundesrepublik Deutschland, Land Hessen, Regierungsbezirk Darmstadt, Landkreis Erbach
- ab 1971: Bundesrepublik Deutschland, Land Hessen, Regierungsbezirk Darmstadt, Landkreis Erbach, Stadt Beerfelden[Anm. 9]
- ab 1972: Bundesrepublik Deutschland, Land Hessen, Regierungsbezirk Darmstadt, Odenwaldkreis, Stadt Beerfelden
- ab 2018: Bundesrepublik Deutschland, Land Hessen, Regierungsbezirk Darmstadt, Odenwaldkreis, Stadt Oberzent[Anm. 10]

## Bevölkerung

### Einwohnerentwicklung
- 1545: 8 wehrfähige Männer[1]
- 1650: wüst[1]
- 1961: 176 evangelische (= 89,80 %), 6 katholische (= 3,06 %) Einwohner[1]

| Olfen: Einwohnerzahlen von 1834 bis 2020 | Olfen: Einwohnerzahlen von 1834 bis 2020 | Olfen: Einwohnerzahlen von 1834 bis 2020 | Olfen: Einwohnerzahlen von 1834 bis 2020 | Olfen: Einwohnerzahlen von 1834 bis 2020 |
| --- | ---------------------------------------- | ---------------------------------------- | ---------------------------------------- | ---------------------------------------- |
| Jahr |                                          |                                          |                                          | Einwohner                                |
| 1834 | 1834                                     |                                          | 263                                      | 263                                      |
| 1840 | 1840                                     |                                          | 309                                      | 309                                      |
| 1846 | 1846                                     |                                          | 336                                      | 336                                      |
| 1852 | 1852                                     |                                          | 312                                      | 312                                      |
| 1858 | 1858                                     |                                          | 306                                      | 306                                      |
| 1864 | 1864                                     |                                          | 275                                      | 275                                      |
| 1871 | 1871                                     |                                          | 274                                      | 274                                      |
| 1875 | 1875                                     |                                          | 264                                      | 264                                      |
| 1885 | 1885                                     |                                          | 264                                      | 264                                      |
| 1895 | 1895                                     |                                          | 240                                      | 240                                      |
| 1905 | 1905                                     |                                          | 238                                      | 238                                      |
| 1910 | 1910                                     |                                          | 210                                      | 210                                      |
| 1925 | 1925                                     |                                          | 238                                      | 238                                      |
| 1939 | 1939                                     |                                          | 199                                      | 199                                      |
| 1946 | 1946                                     |                                          | 272                                      | 272                                      |
| 1950 | 1950                                     |                                          | 234                                      | 234                                      |
| 1956 | 1956                                     |                                          | 202                                      | 202                                      |
| 1961 | 1961                                     |                                          | 196                                      | 196                                      |
| 1967 | 1967                                     |                                          | 224                                      | 224                                      |
| 1970 | 1970                                     |                                          | 218                                      | 218                                      |
| 1980 | 1980                                     |                                          | ?                                        | ?                                        |
| 1990 | 1990                                     |                                          | ?                                        | ?                                        |
| 2000 | 2000                                     |                                          | ?                                        | ?                                        |
| 2011 | 2011                                     |                                          | 345                                      | 345                                      |
| 2018 | 2018                                     |                                          | 326                                      | 326                                      |
| 2020 | 2020                                     |                                          | 326                                      | 326                                      |
| Datenquelle: Historisches Gemeindeverzeichnis für Hessen: Die Bevölkerung der Gemeinden 1834 bis 1967. Wiesbaden: Hessisches Statistisches Landesamt, 1968. Weitere Quellen: LAGIS; Zensus 2011 |                                          |                                          |                                          |                                          |

### Einwohnerstruktur 2011
Nach den Erhebungen des Zensus 2011 lebten am Stichtag dem 9. Mai 2011 in Olfen 345 Einwohner. Darunter waren 21 (6,1 %) Ausländer.
Nach dem Lebensalter waren 51 Einwohner unter 18 Jahren, 135 zwischen 18 und 49, 78 zwischen 50 und 64 und 81 Einwohner waren älter.
Die Einwohner lebten in 156 Haushalten. Davon waren 42 Singlehaushalte, 54 Paare ohne Kinder und 48 Paare mit Kindern, sowie 9 Alleinerziehende und 3 Wohngemeinschaften. In 45 Haushalten lebten ausschließlich Senioren und in 93 Haushaltungen lebten keine Senioren.

## Partnerschaften
Die französische Gemeinde Trévignin im Département Savoie ist seit 1966 mit Olfen verschwistert. Erste Kontakte wurden bereits 1963 hergestellt. Die "Jumelage" gilt hinsichtlich der beteiligten Einwohner als die kleinste in Europa und wurde mit der Europafahne ausgezeichnet.

## Kultur und Sehenswürdigkeiten
Der Männergesangsverein „Sängerbund 1911“ Olfen und die Theatergruppe THEO, die Kindertheatergruppe, die Gymnastikgruppe, der Skiclub und die Dorfgemeinschaft Olfen e. V. mit ihrem Dorftreff  bereichern das kulturelle Leben im Dorf. Olfen hat seit 1961 ein in Selbsthilfe errichtetes und im Hessenprogramm „Soziale Aufrüstung des Dorfes“ errichtetes Gemeinschaftshaus. Es wurde 2009 renoviert und ist barrierefrei. Der Dorfmittelpunkt bietet weiter der Freiwilligen Feuerwehr Olfen und dem Jugendtreff Platz. Es verfügt über eine Dorfkelter.

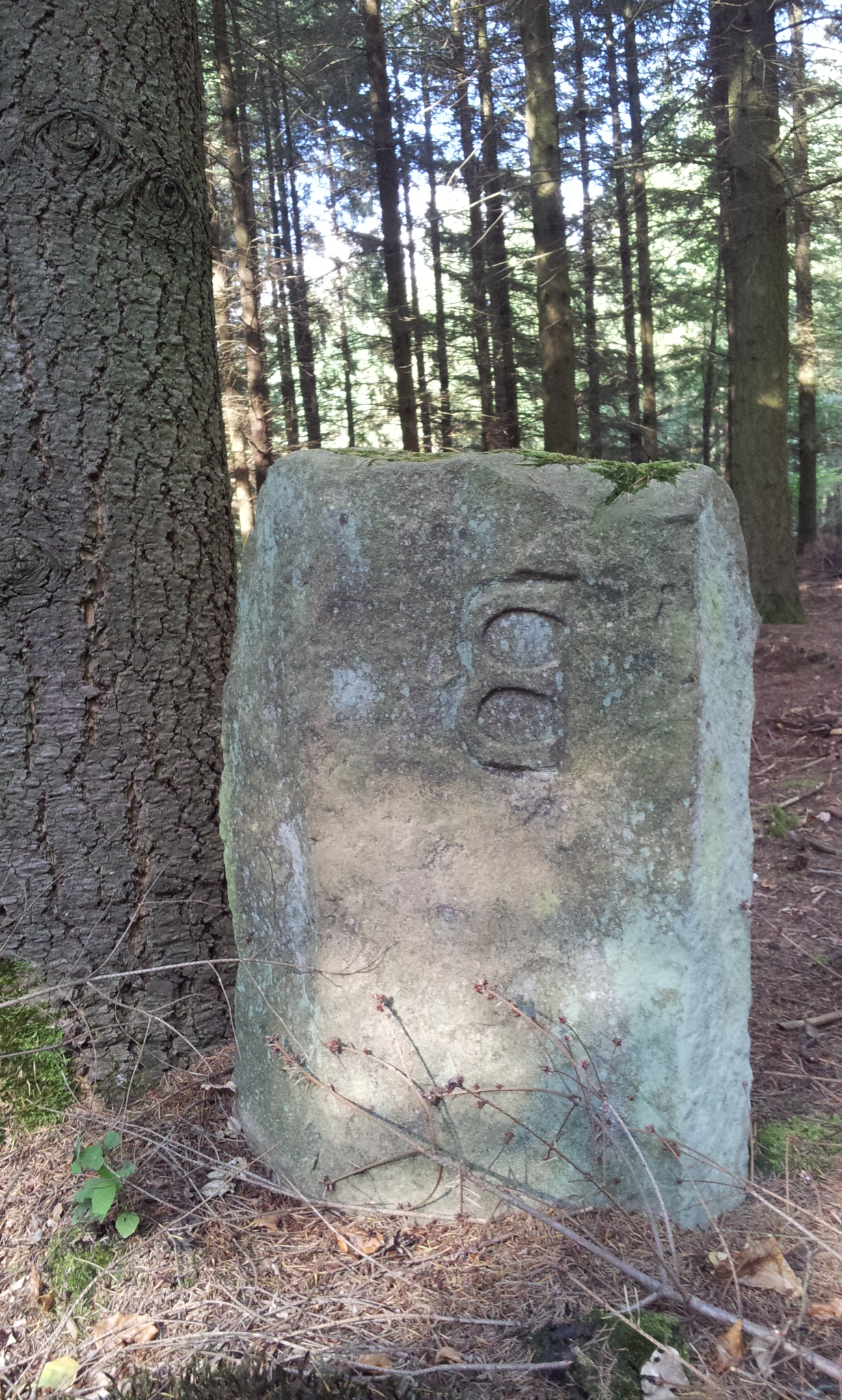
Der Dreimärker, ein Teilungsstein verschiedener Gemarkungen von 1579
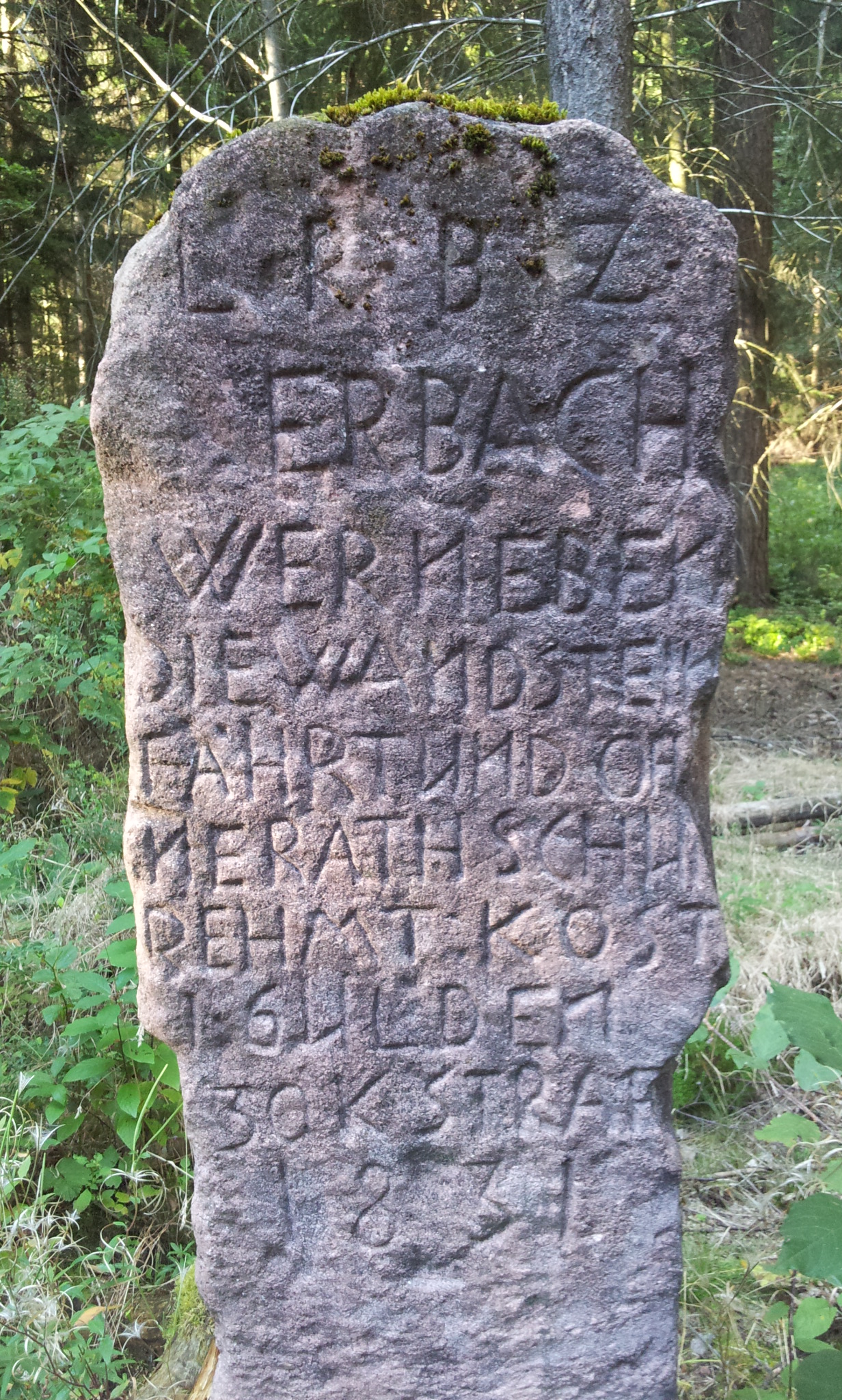
Ein Verbotsstein auf der Affolterbacher Höhe
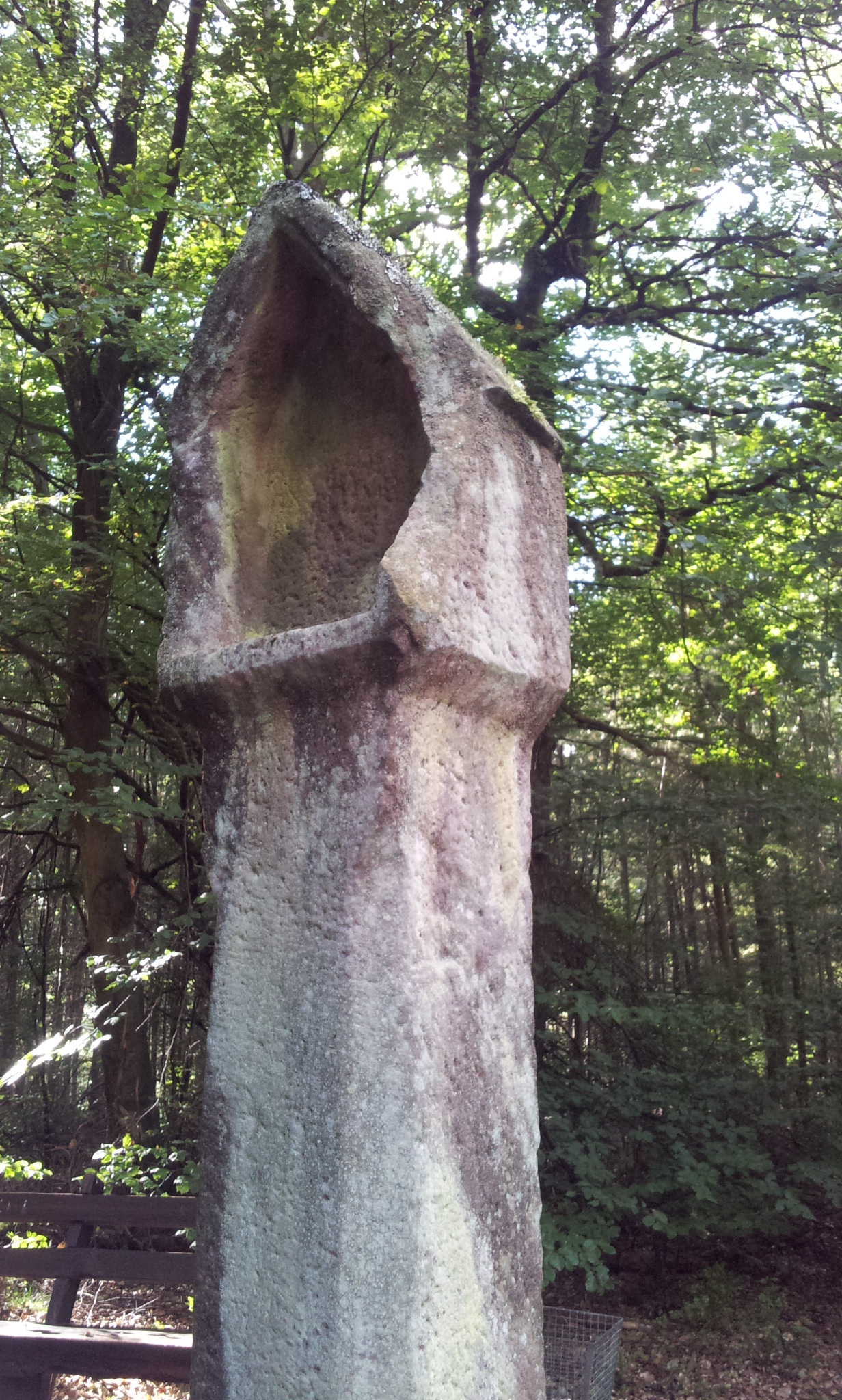
Der Olfer Bildstock (ohne Figur)

## Mit dem Ort verbundene Persönlichkeiten
- Horst Schnur (* 1942), ehemaliger Landrat des Odenwaldkreises
- Stella Stegmann (* 1997), deutsche Reality-TV-Teilnehmerin
- Florian Flick (* 2000), deutscher Fußballspieler